# Stanisław Kukuryka

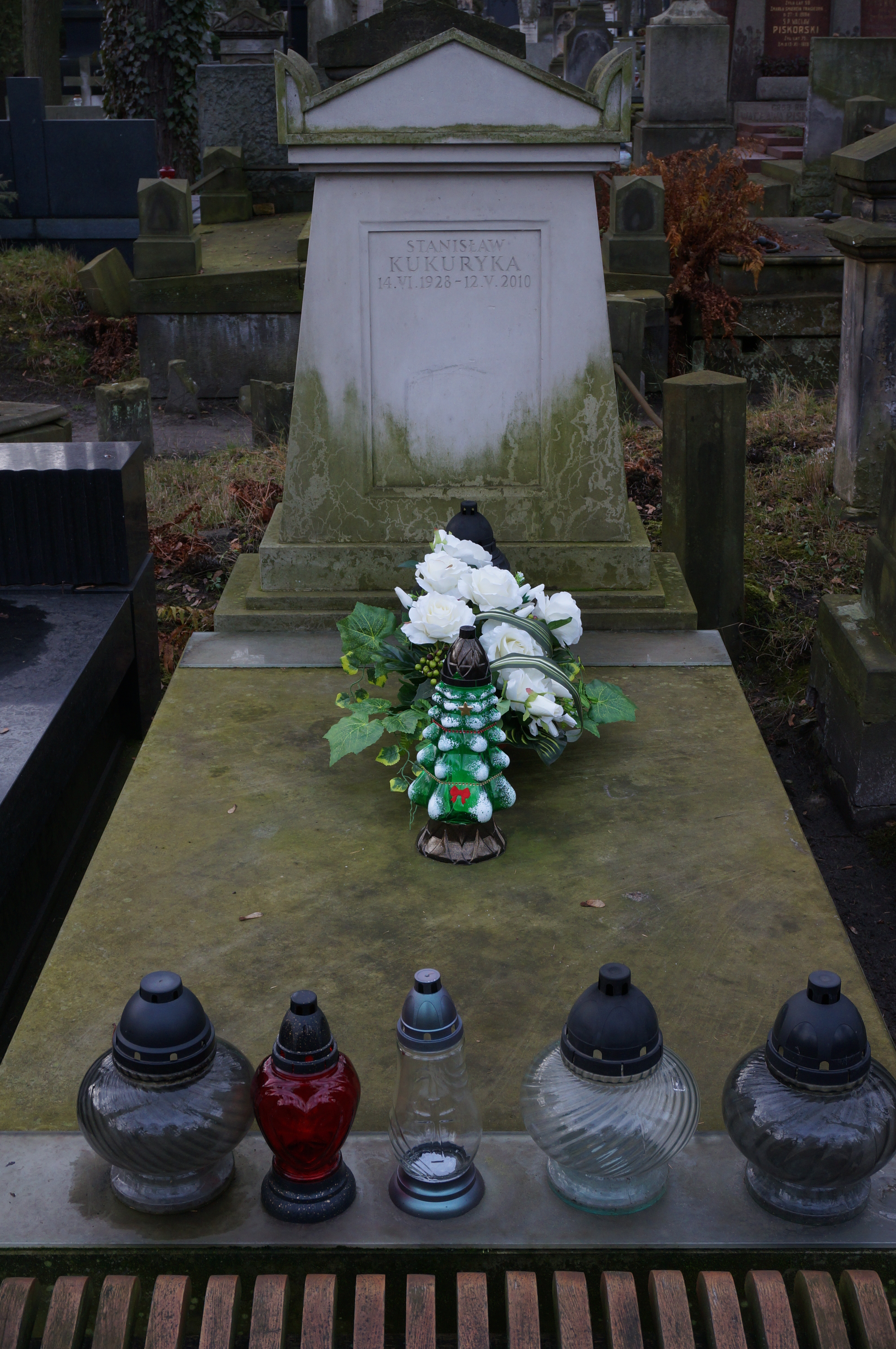
Grób Stanisława Kukuryki na cmentarzu Powązkowskim

Stanisław Edward Kukuryka (ur. 14 czerwca 1928 w Zemborzycach, zm. 12 maja 2010 w Warszawie) – polski polityk, minister budownictwa i przemysłu materiałów budowlanych, poseł na Sejm PRL VII i VIII kadencji, ambasador PRL/RP w Libii w latach 1986–1990.

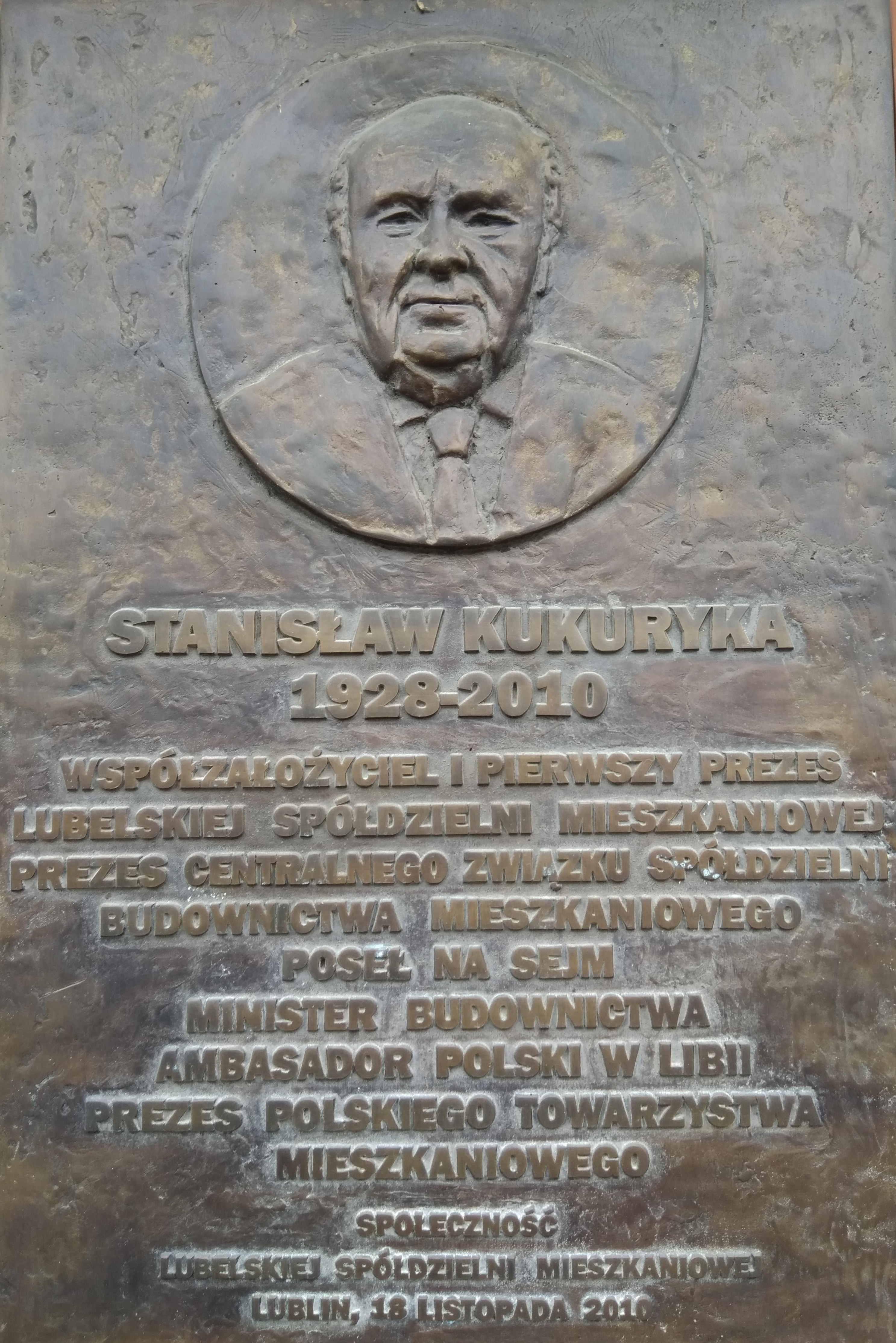
Stanisław Kukuryka

## Życiorys
Syn Stanisława i Marianny. Na Uniwersytecie Marii Curie-Skłodowskiej w Lublinie uzyskał tytuł magistra prawa.
W 1962 został członkiem Polskiej Zjednoczonej Partii Robotniczej i radnym Miejskiej Rady Narodowej w Lublinie (pełnił mandat do 1967). Był współzałożycielem i pierwszym prezesem Lubelskiej Spółdzielni Mieszkaniowej. W latach 1964–1966 zasiadał w egzekutywie Komitetu Miejskiego partii w Lublinie. Był także członkiem plenum Komitetu Warszawskiego. W okresie od 1980 do 1981 był zastępcą członka Komitetu Centralnego PZPR.
W latach 1972–1982 był prezesem Zarządu Centralnego Związku Spółdzielni Budownictwa Mieszkalnego, a od 9 października 1982 do 12 listopada 1985 był ministrem budownictwa i przemysłu materiałów budowlanych w rządzie Wojciecha Jaruzelskiego. Od 1973 do 1983 zasiadał w prezydium Ogólnopolskiego Komitetu Frontu Jedności Narodu. W latach 1976–1985 był posłem na Sejm PRL VII i VIII kadencji. Był także ambasadorem PRL/RP w Libii (1986–1990).
W latach 1983–1988 zasiadał w prezydium Rady Obywatelskiej Budowy Pomnika Szpitala Centrum Zdrowia Matki Polki. W latach 1988–1990 był członkiem Rady Ochrony Pamięci Walk i Męczeństwa. Honorowy Prezes Polskiego Towarzystwa Mieszkaniowego, współzałożyciel Stowarzyszenia Spółdzielców Mieszkaniowych i Zarządców Nieruchomości Konfederacja Warszawska, działacz Towarzystwa Przyjaciół Dzieci.
Zmarł 12 maja 2010 w Warszawie po ciężkiej chorobie. Został pochowany 17 maja 2010 w grobie rodzinnym na cmentarzu Powązkowskim w Warszawie (kwatera 18-1-7).

## Odznaczenia
- Krzyż Komandorski z Gwiazdą Orderu Odrodzenia Polski (1998) – za wybitne zasługi dla rozwoju mieszkalnictwa w Polsce[7][8]
- Krzyż Oficerski Orderu Odrodzenia Polski
- Krzyż Kawalerski Orderu Odrodzenia Polski
- Złoty Krzyż Zasługi
- Srebrny Krzyż Zasługi
- Medal 10-lecia Polski Ludowej
- Medal 30-lecia Polski Ludowej
- Medal Komisji Edukacji Narodowej
- Order Uśmiechu
- Złota Odznaka honorowa „Za Zasługi dla Warszawy” (1975)[9]